# Терентьевское (Вологодская область)
Терентьевское — деревня в Вологодском районе Вологодской области.
Входит в состав Семёнковского сельского поселения, с точки зрения административно-территориального деления — в Семёнковский сельсовет.
Расстояние по автодороге до районного центра Вологды — 13,5 км, до центра муниципального образования Семёнково — 5,5 км. Ближайшие населённые пункты — Варламово, Панькино, Марьинское, Нагорское, Поповка, Ермолово.
По данным переписи в 2002 году постоянного населения не было.